# Cees Heyne
Cees Heyne (Eindhoven, 7 januari 1954) is een Nederlands acteur. Heyne begon bij het studententoneel van de Technische Hogeschool in Eindhoven. Zijn eerste vaste contract kreeg hij bij het stadstoneel in Rotterdam.
In 1981 speelde hij in De Fabriek de rol van Henk Voors, in 1986 de rol van een regisseur in Mama is Boos en in 1988 in Zeg 'ns Aaa de rol van autoverkoper. Bekend bij het grote publiek werd hij in 1992-1993 met de rol van Wouter Prins in Niemand de deur uit! Na 12 afleveringen wilde Heyne niet verder met de serie en nam Louis Kockelmann de rol over. Daarnaast speelde Heyne meerdere andere rollen in onder meer Flikken Maastricht, Flikken Rotterdam en de rol van Joop de Vrost in een aflevering van Tatort (1976). In 2004 en 2005 was Heyne te zien als Carel Kortenaer in Goede tijden, slechte tijden.
In 2008 speelde hij de rol van Geppetto in de musical Pinokkio van Studio 100.In de speelfilm De belofte van Pisa (2019) speelt hij de rol van Bastiaan, de vader van Ysbrand. Ook verleent hij zijn medewerking aan reclames en bedrijfsfilms.